# 국도 제2호선 (모로코)

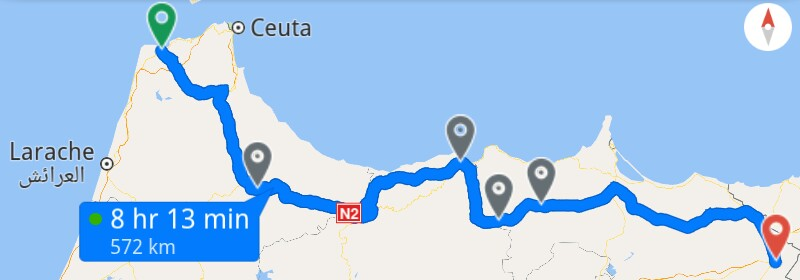
모로코 2번 국도의 실제 경로. 실제 경로상 거리는 572 km로 표시되어 있다.

국도 제2호선(아랍어: الطريق الوطنية 2, 프랑스어: Route nationale 2, N2)은 모로코의 탕헤르에서 우지다까지 이어주는 총 연장 545 km 구간을 가진 일반 국도 노선이다.